# Серопедика
Серопедика (порт. Seropédica) — муниципалитет в Бразилии, входит в штат Рио-де-Жанейро. Составная часть мезорегиона Агломерация Рио-де-Жанейро. Находится в составе крупной городской агломерации. Входит в экономико-статистический  микрорегион Итагуаи. Население составляет 72 466 человек на 2007 год. Занимает площадь 283,794 км². Плотность населения — 270,6 чел./км².
Праздник города — 12 октября.

## История
Город основан 12 октября 1995 года.

## Статистика
- Валовой внутренний продукт на 2005 год составляет 420 486 тысяч реалов (данные: Бразильский институт географии и статистики).
- Валовой внутренний продукт на душу населения на 2005 год составляет 5802,52 реалов (данные: Бразильский институт географии и статистики).
- Индекс развития человеческого потенциала на 2000 год составляет 0,759 (данные: Программа развития ООН).

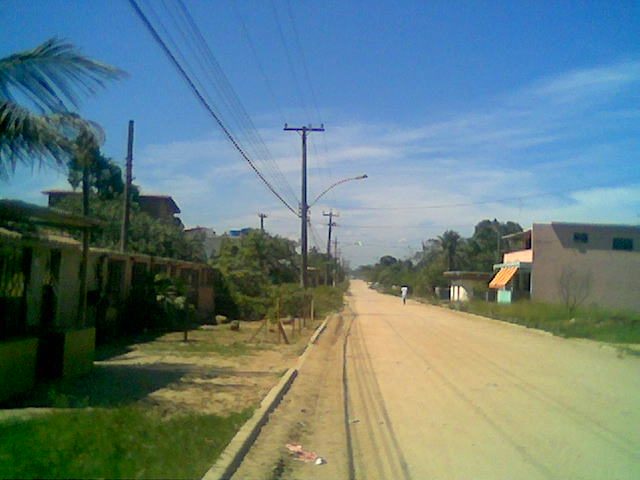